# پرتابه (آتشفشان)

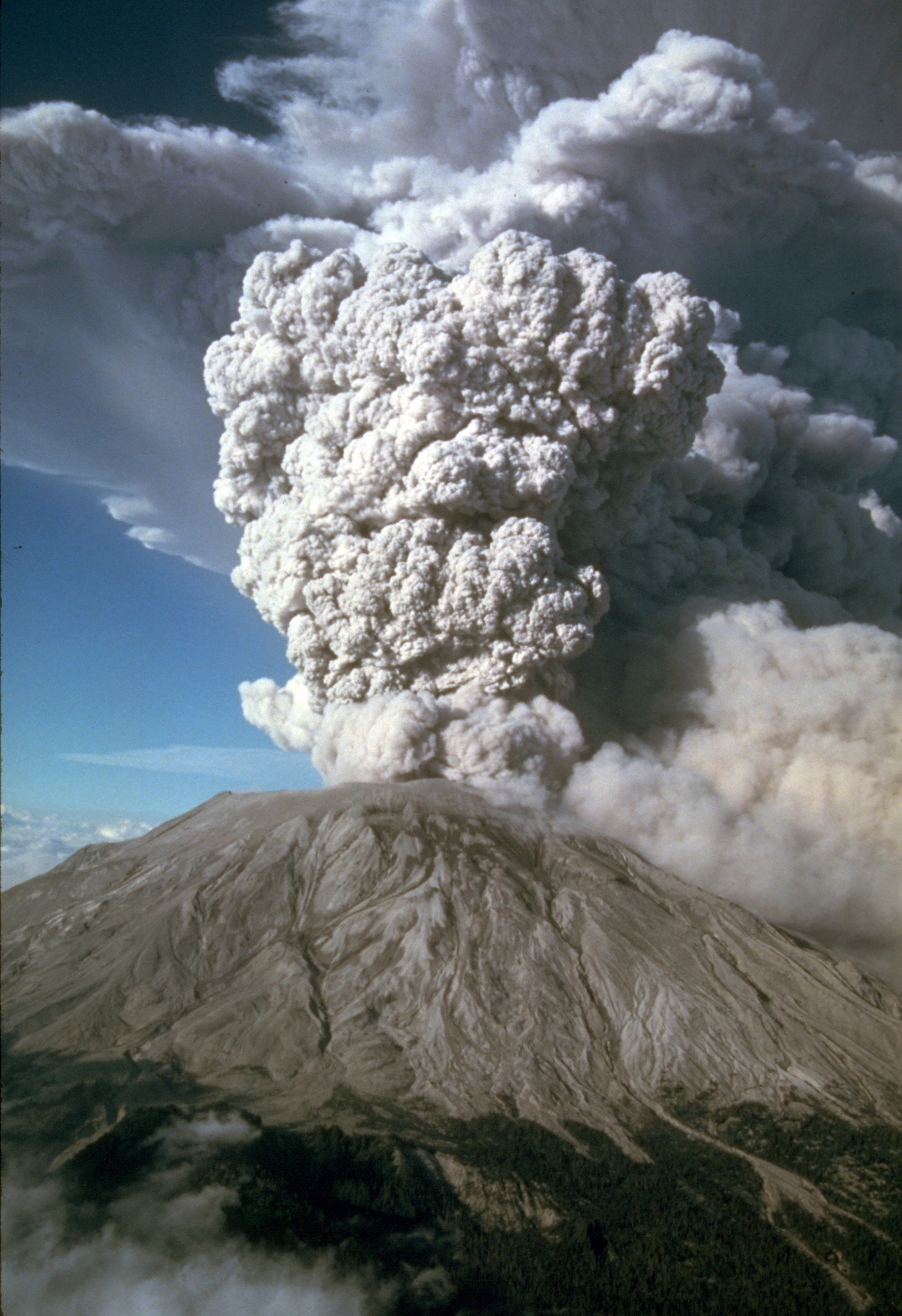
مواد پرتابی

پرتابه یا مواد پرتابی به ذراتی اشاره می‌کند که از یک منطقه به بیرون پرت می‌شوند. در آتشفشان‌شناسی، به‌طور ویژه، این کلمه به ذراتی اشاره می‌کند که از منافذ آتشفشانی بیرون آمده، از طریق هوا یا زیر اب حرکت کرده و دوباره به سطح زمین یا کف اقیانوس‌ها برمی گردد مواد پرتابی می‌تواند شامل موارد زیر باشد:
1. ذرات تازه - (قطعات ریز ماگما یا بلورهای آزاد)
2. ذرات همانند یا جانبی - سنگ‌های آتشفشانی قدیمی‌تر از همان آتشفشان
3. ذرات تصادفی - حاصل از سنگ‌های زیر آتشفشان‌ها

در زمین‌شناسی سیاره‌ای، این واژه شامل باقی‌مانده‌های پرتاب‌شده در هنگام تشکیل دهانه برخوردی هم می‌گردد، در حالیکه در اخترفیزیک به ماده‌ای اشاره می‌کند که در انفجار ستاره‌ای مانند ابرنواختر یا تاج خورشیدی خارج می‌شود.